# Bill Brandt
Bill Brandt (* 3. Mai 1904 in Hamburg als Hermann Wilhelm Brandt; † 20. Dezember 1983 in London) war ein britischer Fotograf deutscher Herkunft.

## Leben
Hermann Wilhelm Brandt, schon als Kind von allen Bill genannt, wurde in Hamburg als zweiter Sohn des britischen Kaufmanns Louis Brandt geboren (dessen Mutter stammte aus der in St. Petersburg ansässigen deutsch-russischen Kaufmannsfamilie von Oesterreich). Sein älterer Bruder Walter wurde später der Chef des familieneigenen Londoner Privatbankhauses William Brandt & Co und sein jüngerer Bruder Rolf lebte als Maler ebenfalls in London. Die Familie war aus Überzeugung zu Beginn des Nationalsozialismus ganz nach England zurückgekehrt.
Aber alle hielten weiter Kontakt zu der in der Zwischenzeit auch in Hamburg ansässigen Familie von Oesterreich, deren prominenteste Vertreter der Schauspieler, Autor und Regisseur Axel von Ambesser ist.
Bill Brandt war als junger Mann von schwächlicher Gesundheit und kam nach Sanatoriumsaufenthalten in Davos über Wien und Paris 1931 erstmals nach London. (Später hatte er nichts gegen das Gerücht, er sei gebürtiger Londoner.) In Paris kam er – wohl über den Dichter Ezra Pound – mit dem surrealistischen Kreis um Man Ray zusammen. In Großbritannien arbeitete er als Fotograf und Fotojournalist für verschiedene Magazine, darunter Lilliput und Harper’s Bazaar; Schwerpunkt seiner Themen waren die Lebensbedingungen im England der Weltwirtschaftskrise. Von 1936 an veröffentlichte Brandt auch verschiedene Bildbände. 1937 unternahm er auf eigene Kosten eine Fotoreise in die Elendsgebiete der Midlands. Während des Zweiten Weltkriegs war er für das Home Office tätig.
Nach Kriegsende gab er seine fotojournalistische Tätigkeit auf und wandte sich der künstlerischen Landschafts-, Porträt- und Aktfotografie zu. In seinen letzten Lebensjahren lehrte er am Royal College of Art und organisierte und betreute Fotoausstellungen.
Bill Brandt heiratete am  15. April 1932 Eva Szerena Maria von Zelenei (* 10. April 1908). Am 30. Juli 1959 heiratete er Szikra Boros (* 4. Dezember 1911); diese Ehe wurde geschieden. Seine dritte Frau Dorothy Anne Leznover (* 21. Februar 1916) heiratete er am 21. Dezember 1972; auch diese Ehe wurde geschieden.

## Werk
Brandts Arbeiten sind nie naturalistisch; immer brachte er in die Reportage auch verfremdende Elemente. Charakteristisch ist seine Behandlung von Licht und Schatten und die Wahl ungewöhnlicher Perspektiven – auch in Dokumentaraufnahmen für das Home Office. So verband er die Nüchternheit des sozial engagierten Fotografen mit der phantastischen Irrealität des Expressionisten. Dennoch zeigte er seinen Zeitgenossen mit aller Deutlichkeit ein in soziale Kasten geteiltes Land.
Angeregt durch seinen Freund Brassaï beschäftigte er sich eingehend mit Nachtaufnahmen.
Weltweite Aufmerksamkeit lösten später seine Aktaufnahmen aus: In der Serie Distorsions wandelten sich Teile des weiblichen Körpers zu – oftmals abstrakt anmutenden – grafischen Formen. Ähnliches gelang ihm bei Landschaftsaufnahmen. Schnappschüsse waren nicht seine Sache; vielmehr versenkte er sich mit großer Geduld in seine jeweilige Aufgabe.
Brandt war von Eugène Atget, Man Ray, Brassaï, André Kertész und Edward Weston beeinflusst, leistete aber seinen eigenen, unverwechselbaren Beitrag zur Entwicklung der Fotografie, nämlich den poetischen, ja mythischen Grund hinter den Phänomenen zu enthüllen.

## Zitat
“When I have found a landscape which I want to photograph, I wait for the right season, the right weather, and the right time of day or night, to get the picture which I know to be there.”

„Wenn ich eine Landschaft gefunden habe, die ich fotografieren möchte, dann warte ich auf die richtige Jahreszeit, das richtige Wetter, die richtige Zeit am Tag oder in der Nacht, um das Bild zu bekommen, von dem ich weiß, dass es hier gegenwärtig ist.“

## Werke
- Behind the camera. Photographs 1928–1983, Aperture Press, New York, 1985, ISBN 0-89381-181-5.
- The camera in London, Focal Press, London 1948
- The English at Home. 63 photographs, Batsford Verlag, London 1936
- Literary Britain, Hurtwood Press, London 1984, ISBN 0-905209-66-4.
- A Night in London, 1938
- Nudes. 1945–1980, Fraser, London 1982, ISBN 0-86092-051-8.
- Perspective of Nudes, Bodley Heat, London 1961

## Ausstellungen
- 2021: Bill Brandt, 27. September – 28. November 2021, Kunstfoyer (Versicherungskammer Kulturstiftung), München.[1]